# Dave Bright
David "Dave" J. Bright (29 de novembro de 1949) é um ex-futebolista inglês naturalizado neozelandês, que atuava como defensor.

## Carreira
Dave Bright fez parte do elenco da histórica Seleção Neozelandesa de Futebol da Copa do Mundo de 1982.